# Caldwell (Nova Jérsei)
Caldwell é um distrito localizado no estado americano de Nova Jérsei, no Condado de Essex.

## Demografia
Segundo o censo americano de 2000, a sua população era de 7584 habitantes.

## Geografia
De acordo com o United States Census Bureau tem uma área de 
3,1 km², dos quais 3,1 km² cobertos por terra e 0,0 km² cobertos por água. Caldwell localiza-se a aproximadamente 54 m acima do nível do mar.

## Localidades na vizinhança
O diagrama seguinte representa as localidades num raio de 4 km ao redor de Caldwell. 

## Curiosidades
Caldwell é a cidade-natal do ex-presidente dos Estados Unidos, Grover Cleveland.